# Georgina Toth
Georgina Toth (sinh ngày 10 tháng 3 năm 1982) là một tay ném búa người Hungary/Cameroon. Toth có hai quốc tịch ở Hungary và Cameroon, và thi đấu cho đội tuyển Cameroon tại Thế vận hội mùa hè 2008.
Toth theo học tại Đại học Bắc Arizona ở Flagstaff, Arizona, nơi cô thi đấu trong nhóm theo dõi và lĩnh vực của phụ nữ, và tốt nghiệp năm 2009 với bằng cử nhân quản trị kinh doanh - tài chính và tiếp thị.
Trên bình diện quốc tế, cô về thứ tư tại Giải vô địch châu Phi lần thứ 16 năm 2008 về điền kinh. Toth giữ kỷ lục quốc gia  Hungary và Cameroon ở nội dung ném 19.69 m (64 ft 7 in) với 19.69 m (64 ft 7 in), và kỷ lục quốc gia cho Cameroon trong trò ném búa với 67.42 m (221 ft 21⁄4 in).